# Фихтнер, Курт
Курт Фихтнер (нем. Kurt Fichtner; 16 августа 1916, Бреслау, Пруссия — 11 октября 2003) — немецкий политик, член СЕПГ. Заместитель председателя Совета министров ГДР в 1967—1977 годах. Министр горнорудной, металлургической и калиевой промышленности ГДР в 1966—1967 годах.

## Биография
Курт Фихтнер родился в семье слесаря, в 1932 году окончил среднюю школу. В 1932—1935 годах получил торговое образование и до 1945 года с перерывами работал торговым служащим в Бреслау и Эссене. В 1937 году был призван на работу Имперской службой труда, в 1939—1940 годах служил в вермахте, в 1945 году был призван в фольксштурм.
В 1945 году Фихтнер вступил в Коммунистическую партию Германии. В 1946 году работал редактором газеты Sächsische Volkszeitung. В 1948 году являлся управляющим директором промышленной конторы в Дрездене, затем в 1948—1950 годах работал в Германском торговом обществе в Берлине. В 1951—1954 годах руководил народным предприятием в области алюминиевой промышленности в Раквице, затем до 1958 года возглавлял главное управление цветной металлургии в министерстве горного и литейного производства, в 1958—1961 годах являлся завсектором горной и литейной промышленности в Государственной плановой комиссии. В 1961—1964 годах Фихтнер руководил отделом цветной металлургии в Совете народного хозяйства. В 1963 году защитил докторскую диссертацию во Фрайбергской горной академии. С апреля 1963 по июль 1964 года обучался в Высшей партийной школе при ЦК КПСС в Москве. В 1964—1965 гоlах Фихтнер занимал должность заместителя председателя Совета народного хозяйства. С января 1966 по июль 1967 года находился на должности министра горнорудной и металлургической промышленности, в 1967—1977 годах являлся заместителем председателя Совета министров ГДР и отвечал за политику в области основных фондов и инвестиции. С февраля 1974 по июнь 1979 года Фихтнер занимал должность заместителя председателя Государственной плановой комиссии по вопросам координации инвестиций и входил в состав Совета министров ГДР.
В 1971—1981 годах Курт Фихтнер являлся кандидатом в члены ЦК СЕПГ. В 1981—1988 годах возглавлял Общество дружбы с Бельгией.